# Martina Capurro Taborda
Martina Capurro Taborda (nascida em 4 de dezembro de 1997) é uma tenista profissional argentina.
Taborda tem a classificação de simples mais alta de sua carreira pela Women's Tennis Association (WTA) de 185, alcançada em 16 de outubro de 2023. Ela também tem uma classificação de duplas WTA mais alta de sua carreira de 392, alcançada em 9 de outubro de 2023.
Taborda fez sua estreia na chave principal do WTA Tour na Copa Brasil de Tênis 2016, onde entrou no torneio como "lucky loser", após perder na rodada final da qualificatória. No entanto, perdeu sua partida de estreia para Paula Gonçalves em sets diretos.
Em novembro de 2023, Taborda chegou à final do MundoTênis Open, mas foi derrotada por Ajla Tomljanović em sets diretos.

## Finais WTA Challenger

### Simples: 1 (1 vice)
| Status | V–D | Data     | Torneio                 | Piso   | Oponente         | Placar   |
| ------ | --- | -------- | ----------------------- | ------ | ---------------- | -------- |
| Perdeu | 0–1 | Nov 2023 | MundoTênis Open, Brasil | Saibro | Ajla Tomljanović | 1–6, 5–7 |

## Finais do Circuito Feminino da ITF

### Simples: 10 (7 títulos, 3 vices)
| Legenda                         |
| ------------------------------- |
| Torneios de US$ 25.000 (5–1)    |
| Torneios de US$ 10/15.000 (2–2) |

| Finais por piso |
| --------------- |
| Saibro (7–3)    |

| Status | V–D | Data     | Torneio                                 | Nível  | Piso   | Oponente           | Placar           |
| ------ | --- | -------- | --------------------------------------- | ------ | ------ | ------------------ | ---------------- |
| Perdeu | 0–1 | Jun 2016 | ITF Buenos Aires, Argentina             | 10.000 | Saibro | Victoria Bosio     | 0–6, 2–6         |
| Venceu | 1–1 | Abr 2022 | ITF São Paulo, Brasil                   | 15.000 | Saibro | Nadine Keller      | 6–1, 6–3         |
| Perdeu | 1–2 | Mai 2022 | ITF Curitiba, Brazil                    | 15.000 | Saibro | Bianca Behúlová    | 4–6, 6–7(2)      |
| Venceu | 2–2 | Mai 2022 | ITF São Paulo, Brazil                   | 15.000 | Saibro | Noelia Zeballos    | 2–6, 6–3, 6–0    |
| Venceu | 3–2 | Jun 2023 | ITF Santo Domingo, República Dominicana | 25.000 | Saibro | Leonie Küng        | 6–2, 6–4         |
| Venceu | 4–2 | Jul 2023 | ITF Santo Domingo, República Dominicana | 25.000 | Saibro | Gergana Topalova   | 3–6, 6–0, 6–0    |
| Venceu | 5–2 | Jul 2023 | ITF Punta Cana, República Dominicana    | 25.000 | Saibro | Ekaterina Makarova | 1–6, 6–4, 6–4    |
| Win    | 6–2 | Jul 2023 | ITF Bragado, Argentina                  | 25.000 | Saibro | Solana Sierra      | 6–4, 6–1         |
| Venceu | 7–2 | Ago 2023 | ITF Junin, Argentina                    | 25.000 | Saibro | Solana Sierra      | 3–6, 7–6(2), 6–1 |
| Perdeu | 7–3 | Out 2023 | ITF Mendoza, Argentina                  | 25.000 | Saibro | Solana Sierra      | 1–6, 3–6         |

### Duplas: 7 (5 títulos, 3 vices)
| Legenda                      |
| ---------------------------- |
| Torneios de US$ 25.000 (1–1) |
| Torneios de US$ 15.000 (4–2) |

| Finais por piso |
| --------------- |
| Saibro (5–3)    |

| Result | V–D | Data       | Torneio                                 | Nível  | Piso   | Parceira             | Oponentes                                     | Placar              |
| ------ | --- | ---------- | --------------------------------------- | ------ | ------ | -------------------- | --------------------------------------------- | ------------------- |
| Perdeu | 0–1 | Ago 2018   | ITF Guayaquil, Equador                  | 15.000 | Saibro | Camila Romero        | Fernanda Brito Sofía Luini                    | 6–7(5), 3–6         |
| Perdeu | 0–2 | Jun 2019   | ITF Tabarka, Tunísia                    | 15.000 | Saibro | Anna Turati          | Fanny Östlund Alexandra Viktorovitch          | 3–6, 6–2, [8–10]    |
| Venceu | 1–2 | Jul 2019   | ITF Tabarka, Tunísia                    | 15.000 | Saibro | Yuliana Lizarazo     | Diana Chehoudi Noa Liauw a Fong               | 6–2, 6–1            |
| Venceu | 2–2 | Abr 2022   | ITF São Paulo, Brasil                   | 15.000 | Saibro | Fernanda Labraña     | Fernanda Astete Marian Gómez Pezuela          | 6–2, 6–1            |
| Venceu | 3–2 | Mai 2022]] | ITF Curitiba, Brasil                    | 15.000 | Saibro | Fernanda Labraña     | Ana Filipa Santos Noelia Zeballos             | 6–1, 6–4            |
| Venceu | 4–2 | Mai 2022   | ITF São Paulo, Brasil                   | 15.000 | Saibro | Fernanda Labraña     | Romina Ccuno Noelia Zeballos                  | 7–6(1), 3–6, [10–7] |
| Perdeu | 4–3 | Jul 2023   | ITF Santo Domingo, República Dominicana | 25.000 | Saibro | Noelia Bouzo Zanotti | Leonie Küng Ksenia Laskutova                  | 4–6, 6–3, [3–10]    |
| Venceu | 5–3 | Set 2023   | ITF Luján, Argentina                    | 25.000 | Saibro | Fernanda Labraña     | Nicole Fossa Huergo Luisa Meyer auf der Heide | 6–2, 7–5            |